# Carcinoma de células renais
Carcinoma de células renais (CCR) é o cancro do rim com origem no revestimento do túbulo contorcido proximal, parte do sistema de canais muito finos do rim que transportam a urina primária. O CCR é o tipo mais comum de cancro do rim em adultos, sendo o responsável por cerca de 90–95% de todos os casos.
A maioria dos casos são assintomáticos ou os sintomas são praticamente imperceptíveis. Como resultado, em muitos casos a doença só é descoberta em estádios avançados. Os sintomas iniciais de CCR mais comuns são sangue na urina (presente em 40% dos casos no momento em que procuram cuidados de saúde), dor no flanco (40%), uma massa no abdómen ou flanco (25%), perda de peso (33%), febre (20%), hipertensão (20%), suores noturnos e sensação geral de mal-estar. Nos casos em que há metástases, geralmente o CCR espalha-se para os gânglios linfáticos, pulmões, fígado, glândulas suprarrenais, cérebro ou ossos.
Cerca de 50% dos casos de CCR são diagnosticados de forma incidental durante a realização de exames para outras condições. O tratamento inicial mais comum é a remoção parcial ou total do rim afetado. A imunoterapia e a terapia dirigida têm melhorado o prognóstico de CCR metastizado. Nos casos em que o cancro ainda não se metastizou ou não progrediu para o em profundidade nos tecidos do rim, a taxa de sobrevivência a cinco anos é de 65–90%, embora diminua consideravelmente nos casos metastizados.
O CCR está associado a uma série de síndromes paraneoplásicas, presentes em cerca de 20% das pessoas com CCR. Estas síndromes são condições causadas quer pelas hormonas produzidas pelo tumor, quer pelo ataque do corpo ao tumor e geralmente afetam tecidos que não tenham sido invadidos pelo cancro. As síndromes paraneoplásicas mais comuns em pessoas com CCR são níveis elevados de cálcio no sangue, excesso de glóbulos vermelhos, excesso de plaquetas e amiloidose secundária.